# Célula solar de película fina

Secção transversal de uma cela solar de filme delgado policristalina

Uma célula solar de filme fino (thin-filme solar cell, abreviadamente TFSC, em inglês), também denominada célula fotovoltaica de filme fino, é uma célula solar que se fabrica mediante o depósito de uma ou mais capas finas (filme fino) de material fotovoltaico num substrato. A faixa de espessura desta capa é muito amplo e varia desde uns poucos nanómetros a dezenas de micrómetros.

## Tipos

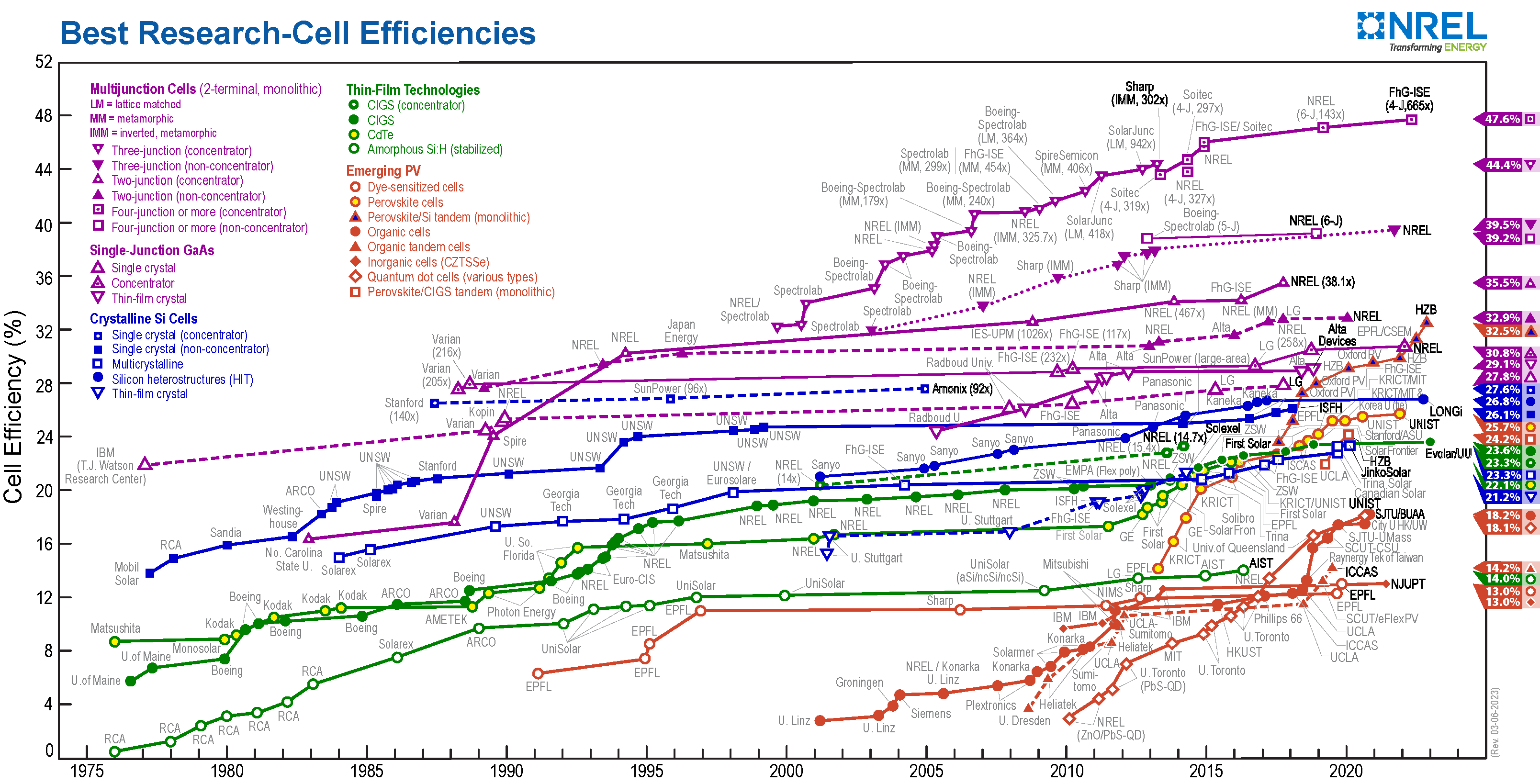
Eficiência das células solares de diferentes tecnologias celulares, de acordo com o rastreamento de NREL

Muitos dos materiais fotovoltaicos fabricam-se com métodos de depósito diferentes numa variedade de substratos. As celas solares de filme fino costumam classificar-se segundo o material fotovoltaico utilizado:
- Silício amorfo (a-Se) e outros silícios de filme fino (TF-Se)
- Teluro de cadmio (CdTe)
- Cobre índio gálio e sêlenio (CIS ou CIGS)
- Celas solares sensibilizadas por colorante (DSC) e outras celas solares orgânicas.

## Crescimento
A película fina vai experimentar um rápido crescimento até um máximo de $44 biliões a nível mundial até 2017, de acordo com Wintergreen Research. Em 2010, o filme fino tinha um valor situado na região dos $2,9 biliões, com um futuro crescimento vinculado aos desenvolvimentos tecnológicos em CdTe e CIGS, bem como a novas oportunidades nas indústrias automotrizes e da construção.

## Ver também

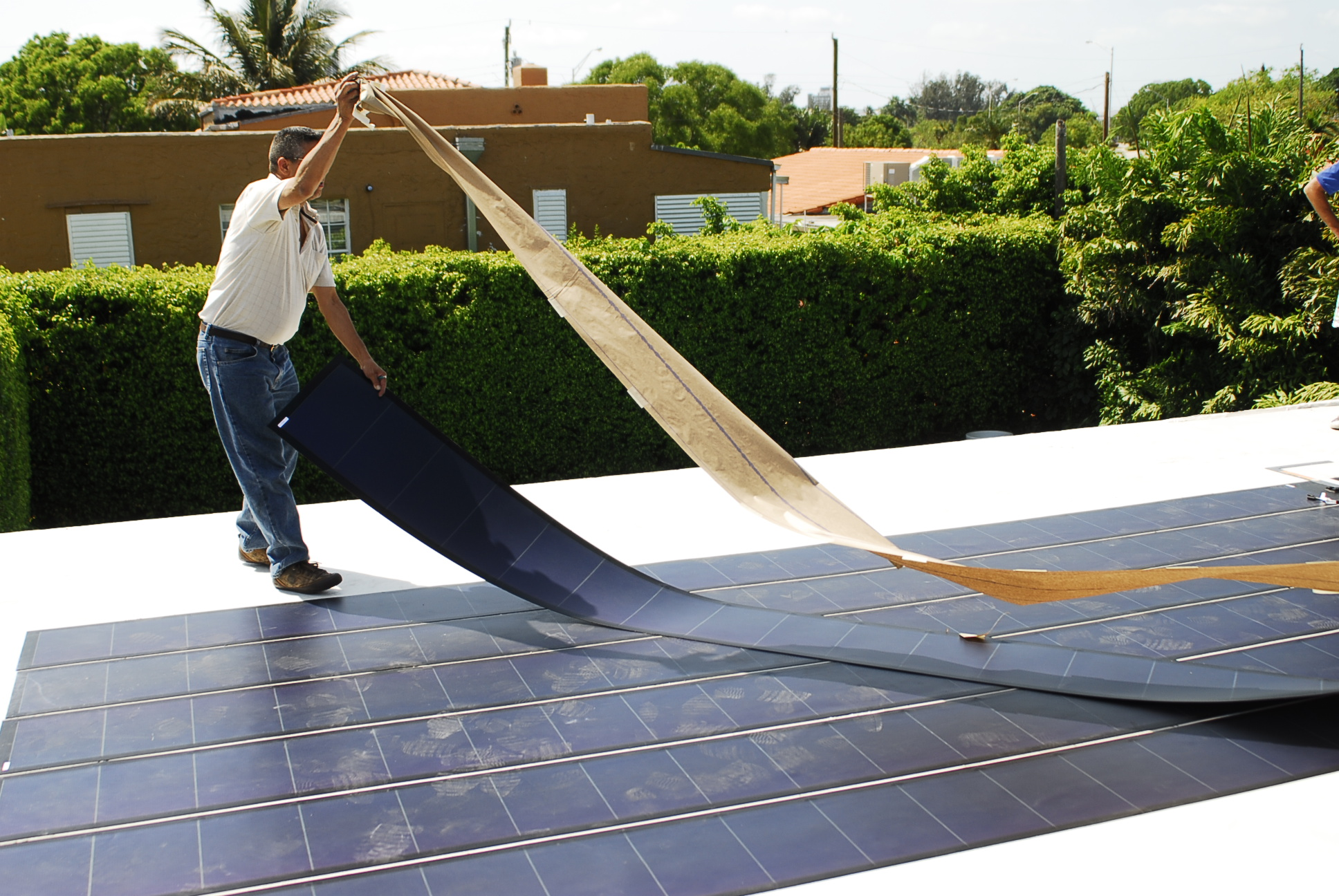
Laminados fotovoltaicos de filme delgado sendo instalados num telhado.